# Coefficient bêta
Pour les articles homonymes, voir Bêta (homonymie).
Le coefficient bêta est, en finance, une mesure de la volatilité du prix d'un actif par rapport à celle d'un marché financier. Il s'agit d'un coefficient clef du modèle d'évaluation des actifs financiers (MEDAF). Il est un indicateur utile dans la mise en place d'une stratégie de diversification des risques.  

## Concept

### Rôle du bêta par rapport à la rentabilité
Le bêta est le rapport entre la rentabilité de cet actif et celle du marché puisque la volatilité concerne les variations de cours qui sont un élément essentiel de rentabilité.
Par exemple, si le bêta d'une action est de 0,8, son cours a varié en moyenne dans la période précédente de 0,8 % quand le marché variait de 1 %. Autrement dit c'est la sensibilité ou élasticité du cours du titre par rapport à l'indice boursier représentant le marché.

### Rôle du bêta par rapport au risque
C'est aussi un indicateur de risque : si l'évolution du marché est à la baisse, l'action sera susceptible de baisser moins que le marché s'il est inférieur à 1 et plus que le marché s'il est supérieur à 1.
Il y a donc un lien entre la rentabilité et le risque : plus le cours est censé pouvoir progresser fortement quand le marché est haussier, plus il a de risque de baisser fortement quand il est baissier.
On peut aussi démontrer que plus le risque est élevé, plus le cours tend à être bas (phénomène de prime de risque), mais cela indépendamment du bêta puisque la prime de risque s'applique à l'ensemble du marché (risque systématique).

## Formule
Le bêta d'un fonds se définit mathématiquement comme le rapport de la covariance de la rentabilité implicite du portefeuille ({\displaystyle r_{p}}) avec celle du marché ({\displaystyle r_{m}}) et de la variance de la rentabilité implicite du marché. Soit :
{\displaystyle \beta \ ={\frac {\mathrm {Cov} (r_{p},r_{m})}{\mathrm {Var} (r_{m})}}}

## Débats et critiques

### Les limites de cet indicateur
Il y a lieu toutefois de se méfier quelque peu de ces diverses relations arithmétiques. Elles supposent notamment d'admettre l'hypothèse que les marchés financiers sont parfaits (ce qui n'implique aucun coût de transaction) or en pratique il existe des frais de courtage, aucun différentiel de taxes (législations fiscales différentes d'une place à une autre), un même niveau de taux de prêt et d'emprunt pour tous les investisseurs (or ces taux varient dans le temps, dans l'espace, en fonction de chaque investisseur et ne sont pas identiques l'un l'autre) mais aussi que l'écart type des rendements passés est une mesure du risque.

### Modèle multi-bêta
Le modèle APT (Arbitrage pricing theory) de Ross est une généralisation du modèle d'évaluation des actifs financiers qui utilise, non pas un seul bêta, mais une série de plusieurs coefficients bêta dont chacun correspond à un facteur particulier de variation du cours et du rendement.

## Analyse financière
Dans la pratique, le choix de l'indice a relativement peu d'effet sur les bêtas de marché des actifs individuels, car les indices pondérés en fonction de la valeur du marché ont tendance à évoluer de façon très proche les uns des autres. Les chercheurs préfèrent généralement travailler avec un portefeuille de marché pondéré en fonction de la valeur, en raison de ses propriétés d'agrégation attrayantes et de sa relation étroite avec le modèle d'évaluation des actifs financiers (CAPM). Les praticiens préfèrent généralement travailler avec le S & P 500 en raison de sa disponibilité en temps voulu et de la possibilité de se couvrir avec des contrats à terme sur l'indice boursier. 
Dans un modèle CAPM idéalisé, le risque bêta est le seul type de risque pour lequel les investisseurs devraient recevoir un rendement attendu supérieur au taux d'intérêt sans risque,,. Lorsqu'il est utilisé dans le contexte du CAPM, le bêta devient une mesure du taux de rendement attendu approprié. Étant donné que le taux de rendement global d'une entreprise est un taux de rendement pondéré de sa dette et de ses capitaux propres, le bêta du marché pour l'ensemble de l'entreprise non humaine est une moyenne pondérée du bêta de la dette de l'entreprise (souvent proche de 0) et du bêta de ses capitaux propres.
Pour comprendre les actions à bêta élevé, il ne suffit pas de savoir comment les définir. Le coefficient bêta d'une action doit toujours être considéré dans le contexte de l'indice de marché auquel elle est comparée. En outre, le coefficient bêta est une mesure rétrospective et ne garantit pas les résultats futurs.
Dans la gestion de fonds, l'ajustement de l'exposition au marché met en évidence la composante que les gestionnaires de fonds auraient dû recevoir compte tenu de leur exposition spécifique au marché. Par exemple, si le marché boursier a augmenté de 20 % au cours d'une année donnée et que le gestionnaire dispose d'un portefeuille dont le bêta de marché est de 2. 0, le rendement de ce portefeuille aurait dû être de 40 % en l'absence de compétences spécialisées en matière de sélection de titres,,. Elle est mesurée par l'alpha dans le modèle de marché, le bêta étant maintenu constant. 